# Muhlenbach (Luxemburg)
Muhlenbach (Luxemburgs: Millebaach) is een stadsdeel van Luxemburg in het zuiden van het gelijknamige land.
In 2001 woonden er 1.166 mensen in het stadsdeel.

## Geboren
- Jean-Pierre Huberty (1870-1897), kunstschilder

Beggen · Belair · Bonnevoie-Nord-Verlorenkost · Bonnevoie-Sud · Cents · Cessange · Clausen · Dommeldange · Eich · Gare · Gasperich · Grund · Hamm · Hollerich · Kirchberg · Limpertsberg · Merl · Muhlenbach · Neudorf-Weimershof · Pfaffenthal · Pulvermühl · Rollingergrund-Belair Nord · Ville-Haute (Bovenstad, centrum) · Weimerskirch